# Bicellaria brevifurca
Bicellaria brevifurca är en tvåvingeart som beskrevs av Axel Leonard Melander 1927. Bicellaria brevifurca ingår i släktet Bicellaria och familjen puckeldansflugor. Inga underarter finns listade i Catalogue of Life.